# 16:9

Прямоугольник 16:9, в котором прямоугольники визуализируют соотношение. Группировки не квадратные

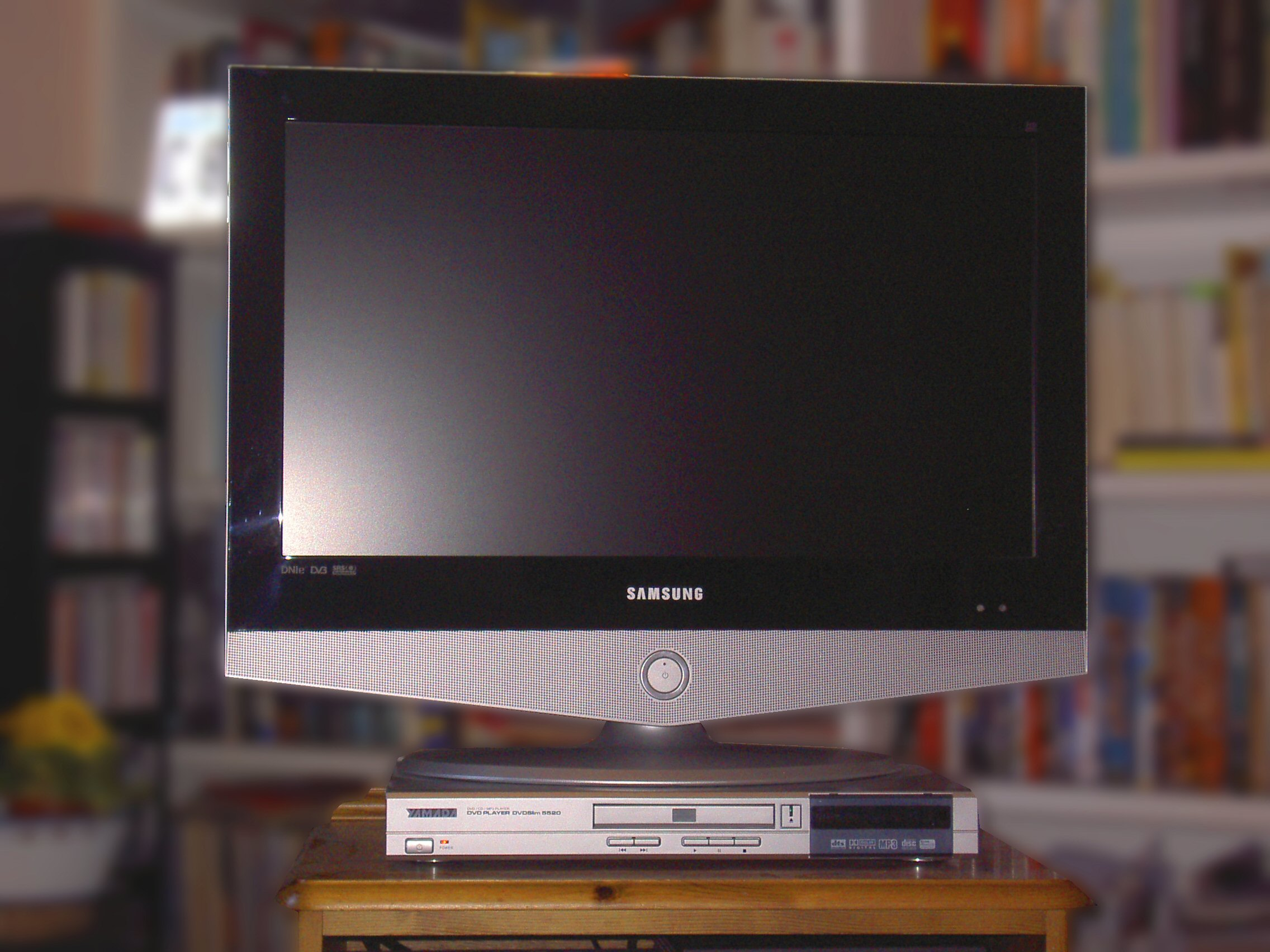
Телевизор с соотношением сторон 16:9

16:9 — широкоэкранное соотношенин сторон с шириной 16 единиц и высотой 9 единиц.
Когда-то его рассматривали как «экзотическое» соотношение сторон, но с 2009 года оно стало наиболее распространённым соотношением сторон для телевизоров и компьютерных мониторов, а также является универсальным стандартным форматом изображения для универсальных форматов 1080p, 2160p и 4320p.
16:9 или «шестнадцать-девять» — универсальный широкоэкранный стандартный формат и Широкоэкранный Clear-Vision. Японский Hi-Vision изначально начинал с коэффициента 15:9, но был преобразован, когда группа международных стандартов ввела более широкое соотношение 16:9. Многие цифровые видеокамеры имеют возможность записи в формате 16:9, и это единственное широкоэкранное соотношение сторон, поддерживаемое Blu-ray Disc. Это также собственное соотношение сторон Blu-ray Disc, но производители Blu-ray Disc также могут показать даже более широкое соотношение, такое как 2,40:1 в кадре 16:9, добавляя экранное каше в само изображение.

## История

Вывод соотношения сторон 16:9На основном рисунке показаны прямоугольники 4:3 и 2,40:1 с одинаковой областью A и прямоугольники 16:9, которые покрывают (чёрные) или являются общими для (серые) них. Расчёт учитывает крайние прямоугольники, где m и n являются множителями для поддержания соответствующих соотношений сторон и площадей

Кернс Х. Пауэрс, член рабочей группы SMPTE по электронному производству высокой четкости, впервые предложил соотношение 16:9 (1.77:1) в 1984 году. Популярными вариантами в 1980 году были 4:3 (на основе соотношения телевизионного стандарта в то время), 15:9 (5:3) (европейское «плоское» соотношение сторон 1,66:1), 1.85:1 (американское «плоское» соотношение) и 2.35:1 (соотношение CinemaScope/Panavision) для анаморфированного широкоэкранного режима.
Пауэрс вырезал прямоугольники с равными площадями, соответствующие каждому из популярных соотношений сторон. При наложении с совмещением их центральных точек он обнаружил, что все эти прямоугольники со своими соотношениями сторон помещаются во внешний прямоугольник с соотношением сторон 1,77:1 и все они также покрывали меньший общий внутренний прямоугольник с тем же соотношением сторон 1,78:1. Значение, найденное Пауэрсом, является именно средним геометрическим экстремальных соотношений сторон, 4:3 и 2,40:1, {\displaystyle \textstyle {\sqrt {\frac {47}{15}}}} ≈ 1.77, которое по совпадению близко к 16:9. Применение одной и той же геометрической техники для 16:9 и 4:3 даёт соотношение сторон около 1,54:1, иногда аппроксимируемое как 14:9 (1,55:1), которое также используется в качестве компромисса между этими соотношениями.
В то время как 16:9 (1,77:1) изначально было выбрано в качестве компромиссного формата, последующая популярность HD-вещания укрепила 16:9 как, наиболее распространенное соотношение сторон видео в использовании. Большинство видео 4:3 (1,33:1) и 21:9 записываются с использованием техники "shoot and protect", которая сохраняет основное действие в пределах внутреннего прямоугольника 16:9 (1,77:1) для облегчения преобразования и просмотра 16:9. И наоборот, довольно часто используется метод, известный как центральная резка, чтобы подойти к задаче представления материала (как правило, 16:9) как HD, так и устаревшей аудитории 4:3 одновременно без необходимости ставить под угрозу размер изображения для любой аудитории. Создатели контента кадры критического контента или графики, чтобы вписаться в растровое пространство 1,33:1. Это имеет сходство с техникой съёмок под названием скрытое кашетирование.
В 1993 году Европейский Союз учредил «План действий 16:9», чтобы ускорить разработку передовых телевизионных услуг в соотношении сторон 16:9, как в PALplus (совместимо с регулярными трансляциями PAL), так и в HD-MAC (ранний формат HD). Фонд Сообщества для «Плана действий 16:9» составил 228 000 000 евро.
В течение длительного периода в конце 2000-х и начале 2010-х годов компьютерная индустрия переключилась с 4:3 на 16:10 (1.60:1), а затем на 16:9 в качестве наиболее распространенного соотношения сторон для мониторов и ноутбуков. В отчёте DisplaySearch за 2008 год был приведен ряд причин этого сдвига, включая возможность для производителей ПК и мониторов расширять свой ассортимент продукции, предлагая продукты с более широкими экранами и более высоким разрешением, помогая потребителям легче внедрять такие продукты и «стимулируя рост рынка ноутбуков и ЖК-мониторов». Используя одинаковое соотношение сторон как для телевизоров, так и для мониторов, можно оптимизировать производство и сократить расходы на исследования, не требуя двух отдельных комплектов оборудования, а поскольку 16:9 уже, чем панель 16:10 одинаковой длины, на лист стекла может быть создано больше панелей.
В 2011 году Бенни Бадлер, менеджер по продуктам IT-продукции в Samsung South Africa, подтвердил, что мониторы с родным разрешением 1920×1200 больше не производятся. «Всё дело в снижении производственных затрат. Новые панели с соотношением сторон 16:9 более экономичны для местного производства, чем предыдущие панели 16:10».
В марте 2011 года разрешение 16:9 1920×1080 стало наиболее распространённым разрешением среди пользователей Steam. Предыдущее наиболее распространенное разрешение было 1680×1050 (16:10). К июлю 2022 года Steam сообщил, что разрешения 16:9 использовали 77% пользователей (1920x1080 с 67%; 2560 x 1440 с 10%).

## Свойства
16:9 — единственное широкоэкранное соотношение сторон, изначально поддерживаемое форматом DVD. анаморфированный регион PAL DVD-видеокадр имеет максимальное разрешение 720x576p, но медиаплеер растягивает его до 1024x576p.
Продюсеры также могут выбрать показ ещё более широких соотношений, таких как 1,85:1 и 2,4:1 в кадре 16:9 DVD с помощью кашетирования или добавить чёрные полосы в само изображение. Некоторые фильмы, которые были сняты в соотношении сторон 1,85:1, такие как американо-итальянское фильмы «Человек из Ла-Манша» и «Много шума из ничего», довольно удобно вписываются на HDTV-экран 1,77:1 и были выпущены как расширенная версия на DVD без чёрных полос. Многие камеры цифрового видео также имеют возможность записи в формате 16:9

## Общие разрешения
| Ширина | Высота | Название |
| ------ | ------ | -------- |
| 640    | 360    | nHD      |
| 854    | 480    | FWVGA    |
| 960    | 540    | qHD      |
| 1024   | 576    | WSVGA    |
| 1280   | 720    | HD       |
| 1366   | 768    | FWXGA    |
| 1600   | 900    | HD+      |
| 1920   | 1080   | Full HD  |
| 2560   | 1440   | QHD      |
| 3200   | 1800   | QHD+     |
| 3840   | 2160   | 4K UHD   |
| 5120   | 2880   | 5K       |
| 7680   | 4320   | 8K UHD   |

## См также
- Соотношение сторон дисплея
- Разрешение (компьютерная графика)
- 1080p
- 2160p
- 4320p

## Внешние ссылки
- NEC Monitor Technology Guide. NEC. Дата обращения: 24 июля 2006. Архивировано 21 мая 2006 года.